# Pizzo Bernina
Il Pizzo Bernina (4 050 m s.l.m. – in romancio e in tedesco Piz Bernina) è la cima più elevata delle Alpi Retiche occidentali e dell'omonimo massiccio, posta interamente in territorio svizzero, nei pressi del confine con l'Italia, è la cima maggiore delle Alpi Orientali, ed è anche il quattromila più orientale delle Alpi.

## Descrizione
Situato tra i comuni svizzeri di Pontresina e Samedan, è la vetta più alta del cantone dei Grigioni. Si trova inoltre a breve distanza dalla frontiera italiana.
È attraversato da una linea ferroviaria molto suggestiva (la Ferrovia del Bernina) che passa in mezzo ai suoi ghiacciai perenni mettendo in comunicazione il comune di Tirano (SO) con St. Moritz, la celebre cittadina nella regione dell'Engadina.

### Geografia
Il Pizzo Bernina è il punto culminante di un gruppo di vette leggermente inferiori a 4 000 m in gran parte situate lungo la linea di confine tra la Svizzera e l'Italia (come il Piz Roseg, il Piz Scerscen, il Piz Zupò e il Piz Palü). La vetta culminante è situata in una catena perpendicolare (orientamento sud-nord) che si stacca dalla Punta Perrucchetti 4.020 m, massima elevazione lombarda, conosciuta anche come 'vetta italiana del Bernina' e finisce al Piz Chalchagn comprendendo anche il Piz Morteratsch ed il Piz Boval.
Il Pizzo Bernina separa due valli glaciali, il ghiacciaio dello Tschierva ad ovest ed il ghiacciaio di Morteratsch ad est. Le acque che scendono da entrambi i fianchi della montagna terminano nel fiume Inn. A sud del Pizzo Bernina la cresta principale funge da spartiacque fra i bacini del Danubio e del Po.

## Escursionismo ed alpinismo

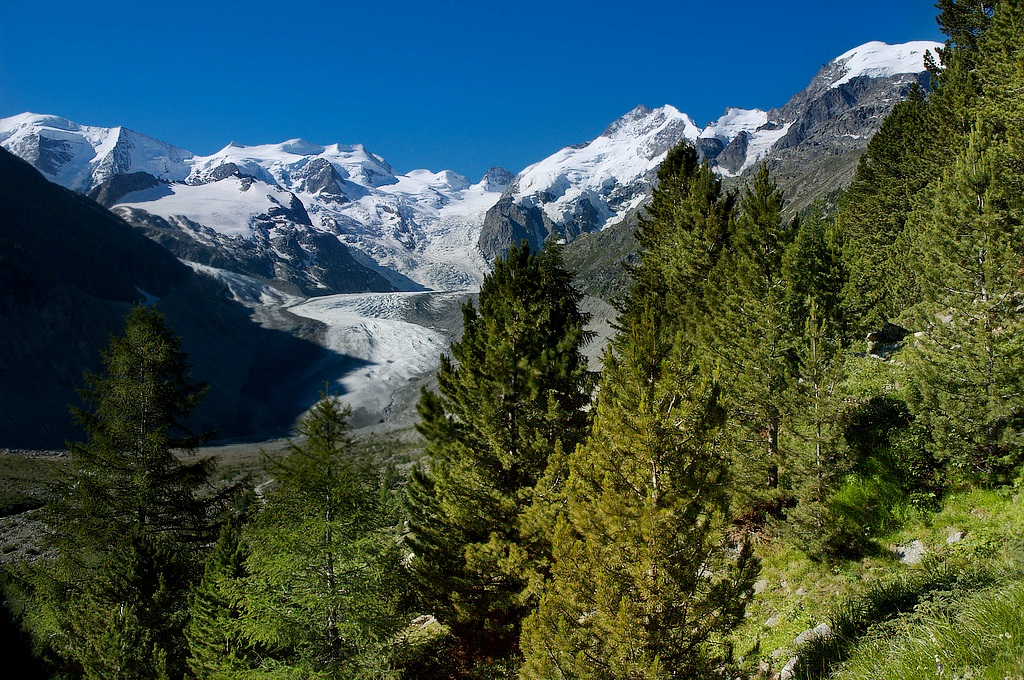
Il complesso del Bernina

Il Bernina è naturalmente una meta molto apprezzata da escursionisti e dagli appassionati di trekking e alpinismo.

### Rifugi alpini
Tra i rifugi alpini sul territorio italiano a disposizione degli alpinisti, si possono segnalare:
- Rifugio Marco e Rosa - 3 610 m
- Rifugio Marinelli Bombardieri - 2 813 m
- Rifugio Roberto Bignami - 2 401 m - vi si accede con una facile salita che parte dalla diga di Campo Moro
- Rifugio Carate - 2 636 m - di proprietà del CAI Carate sul versante opposto della valle.

Dal Rifugio Roberto Bignami passando attraverso la bocchetta di Caspoggio si raggiunge in discesa il Rifugio Marinelli Bombardieri, essendo la bocchetta più alta del rifugio stesso.
I principali rifugi in territorio svizzero sono:
- Capanna Diavolezza - 2 973 m
- Capanna Tschierva - 2 583 m
- Capanna Boval - 2 495 m

### Salita alla vetta
- Via normale da sud. La salita parte dal rifugio Marinelli Bombardieri. Si passa al Passo Marinelli Occidentale (3 120 m), si attraversa il Ghiacciaio dello Scerscen Superiore verso nord fino alla base della bastionata rocciosa su cui è il Rifugio Marco e Rosa, che viene raggiunto o per il Canalone di Cresta Aguzza (45-50°) o per le impegnative roccette attrezzate. Dal rifugio si sale la spalla del Bernina arrivando fino alla Punta Perrucchetti, quindi, dopo una fascia rocciosa (III+) attrezzata con anelli per la calata in doppia, si esce sulla punta italiana del Bernina (4 021 m). Di qui si percorre un'aerea cresta di neve e ghiaccio che porta alle ultime facili roccette (II) per la vetta.
- Biancograt, cresta nord. È la salita più conosciuta e frequentata al Pizzo Bernina che si snoda dall'intaglio col Piz Morteratsch (Fourcla Previousla) lungo la cresta sottile e ghiacciata, molto estetica, fino al Pizzo Bianco (3 995 m), antecima nord del Pizzo Bernina. Da esso si scavalca per cresta rocciosa, irta di gendarmi la Breccia del Bernina e si raggiunge la vetta principale. La salita è molto lunga, 600 m della sola cresta, più un lungo ed impegnativo avvicinamento di 900 m dalla Capanna Tschierva lungo un canalone ghiacciato e roccette, presenta numerosi passi di III lungo l'avancorpo che precede la cresta si ghiaccio e passi di IV nell'attraversamento della Breccia del Bernina. È una grande classica delle Alpi.
- Parete ovest. Il versante ovest del Pizzo Bernina è solcato da alcuni itinerari di cui i più importanti e frequentati sono quello lungo il ghiacciaio pensile sul lato destro della parete le cui condizioni sono molto variabili nel tempo (55-65°, pericolo di caduta ghiaccio), poco percorso per il lungo avvicinamento, e il pilastro ovest, lungo la linea diretta aperta da P. Gabarrou e che presenta passaggi fino al VI e che sbuca in vetta al Pizzo Bianco.
- Parete nord-est. È una delle pareti più alte della Alpi Retiche, con 1 300 m di dislivello, poco frequentata e percorsa da diversi itinerari di cui il più famoso è la "via della Gorgia" che aggira le maggiori difficoltà della parete lungo canali e cenge sullo sperone sinistro della parete, evitando così le pericolose seraccate che sbarrano il centro della parete. È un itinerario misto con pendii di 60° e passi di III in roccia.

## Galleria d'immagini

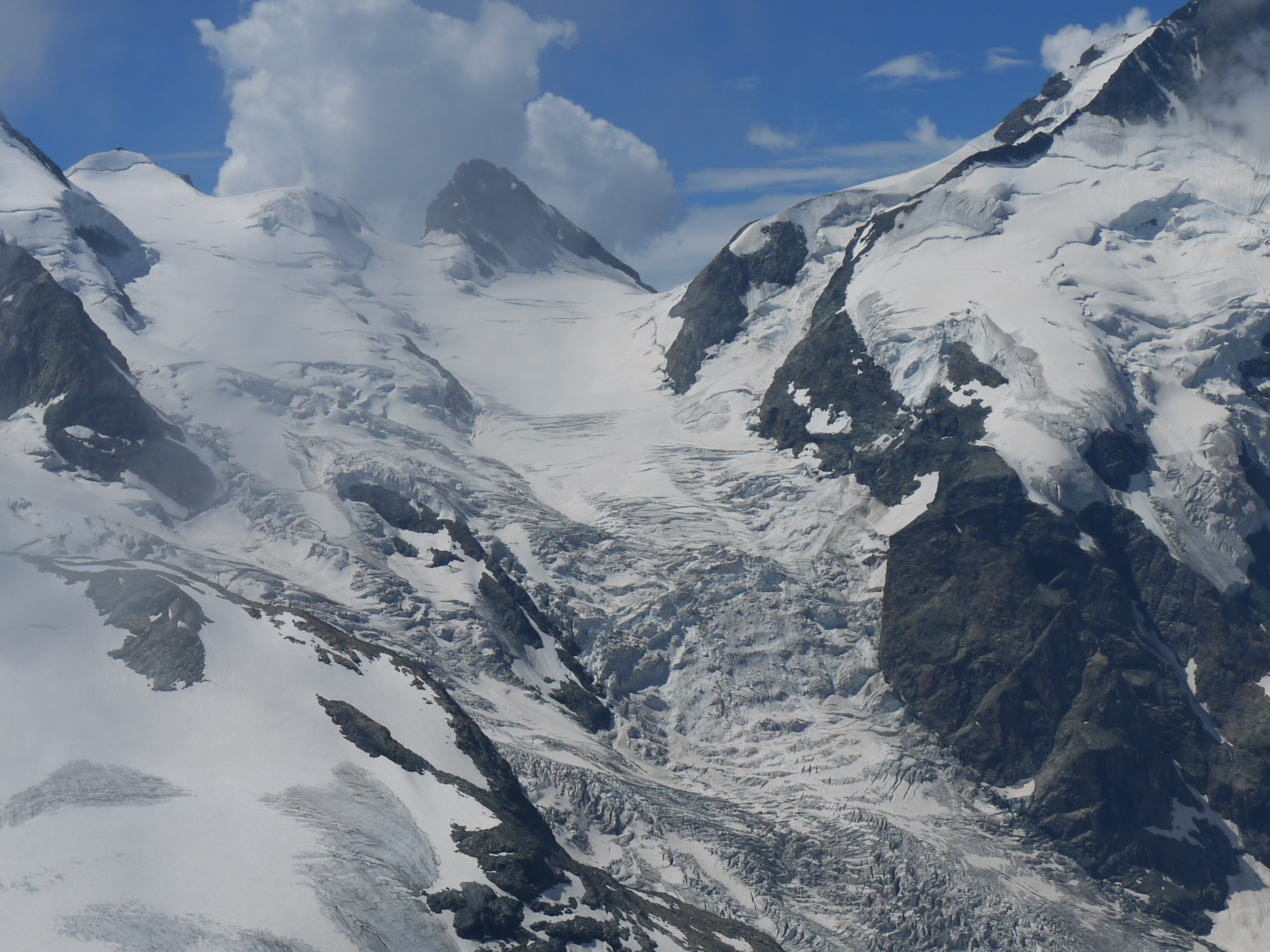
Fianco nord con il ghiacciaio Morteratsch
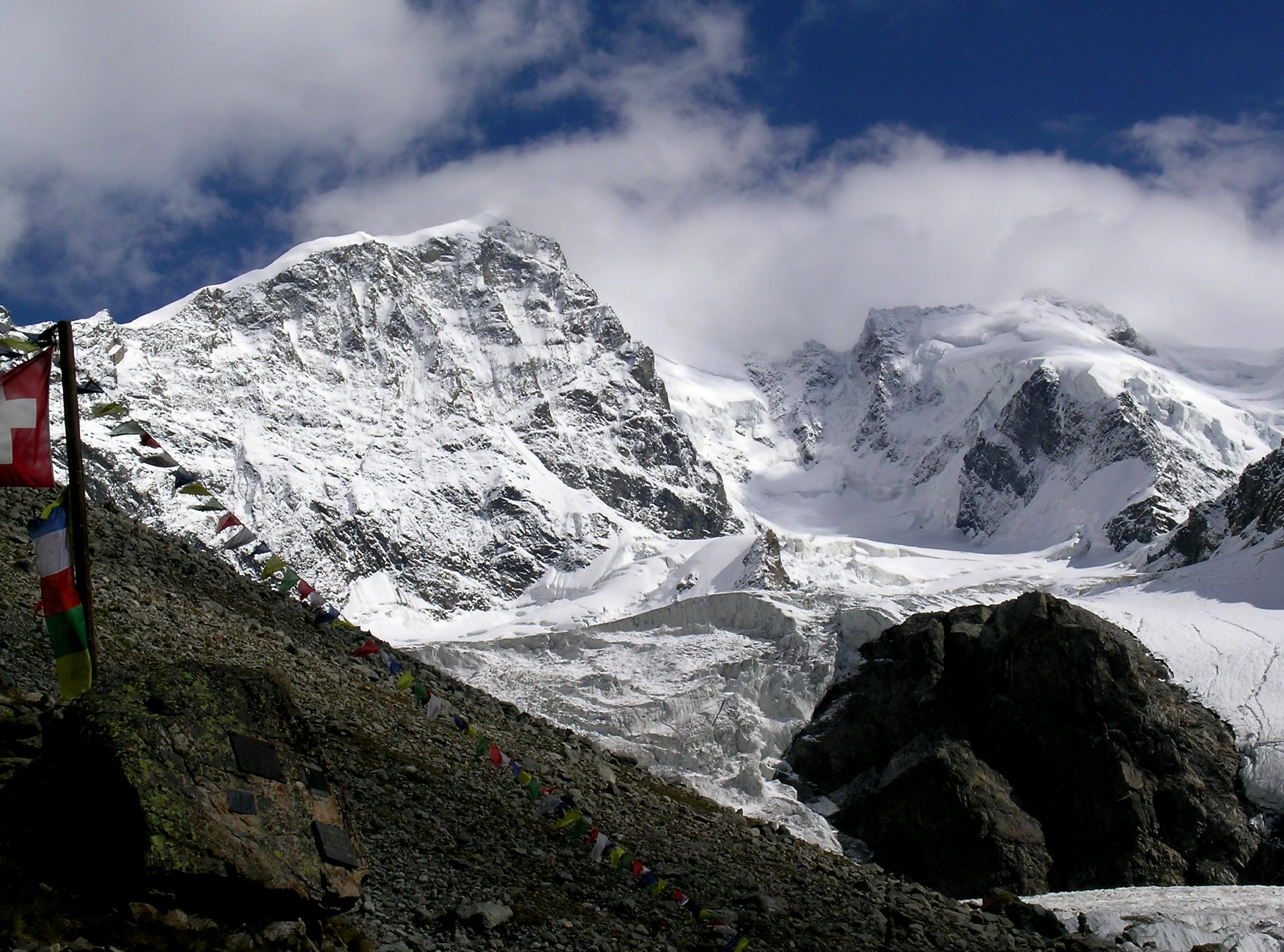
Vista da ovest (Capanna Tschierva)
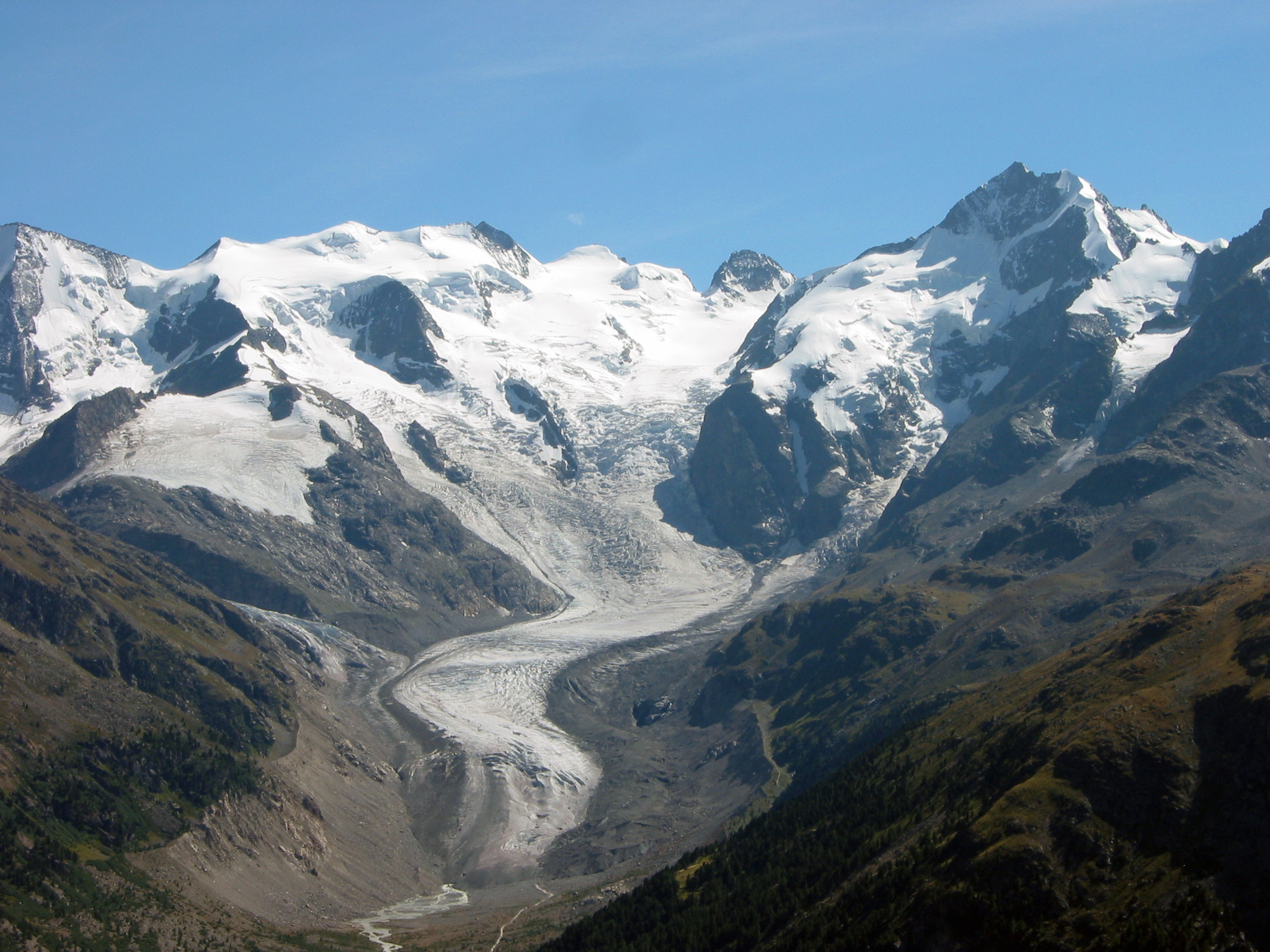
Massiccio del Bernina e ghiacciaio Morteratsch
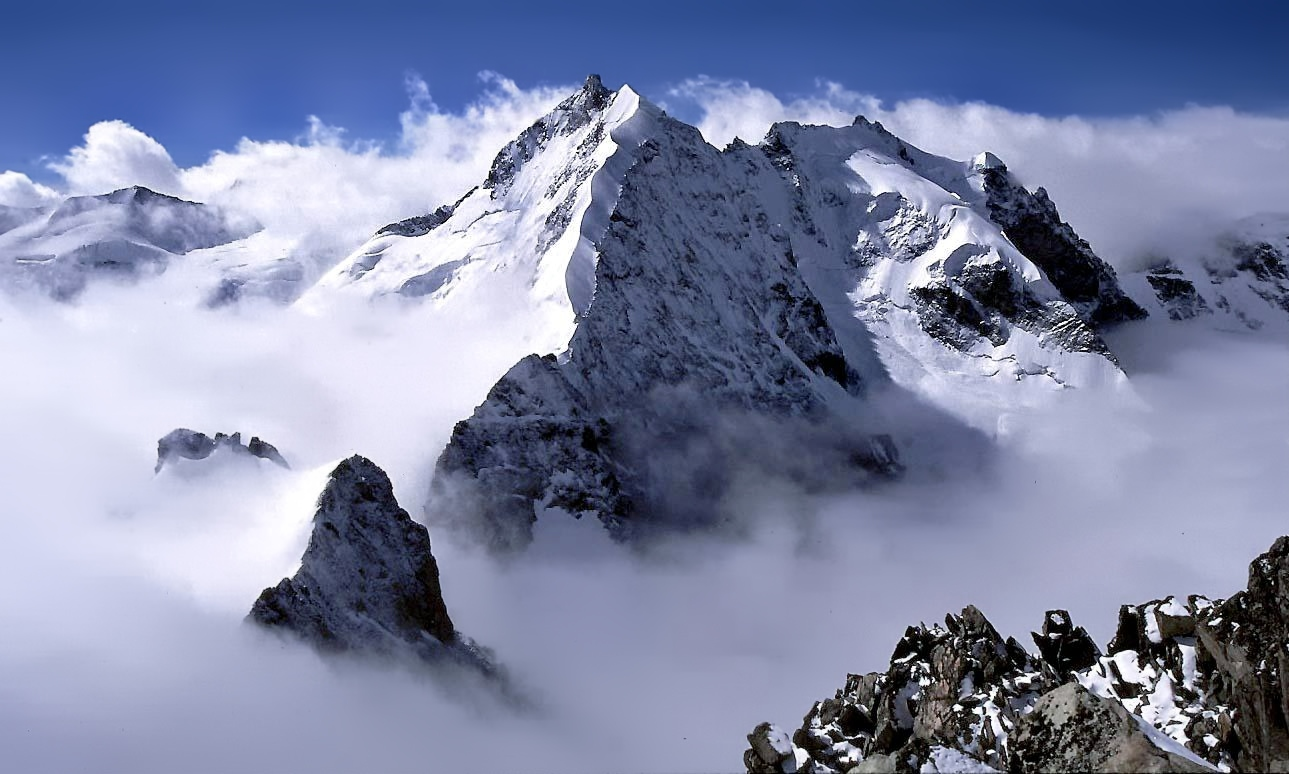
Piz Bernina visto dal Piz Morteratsch
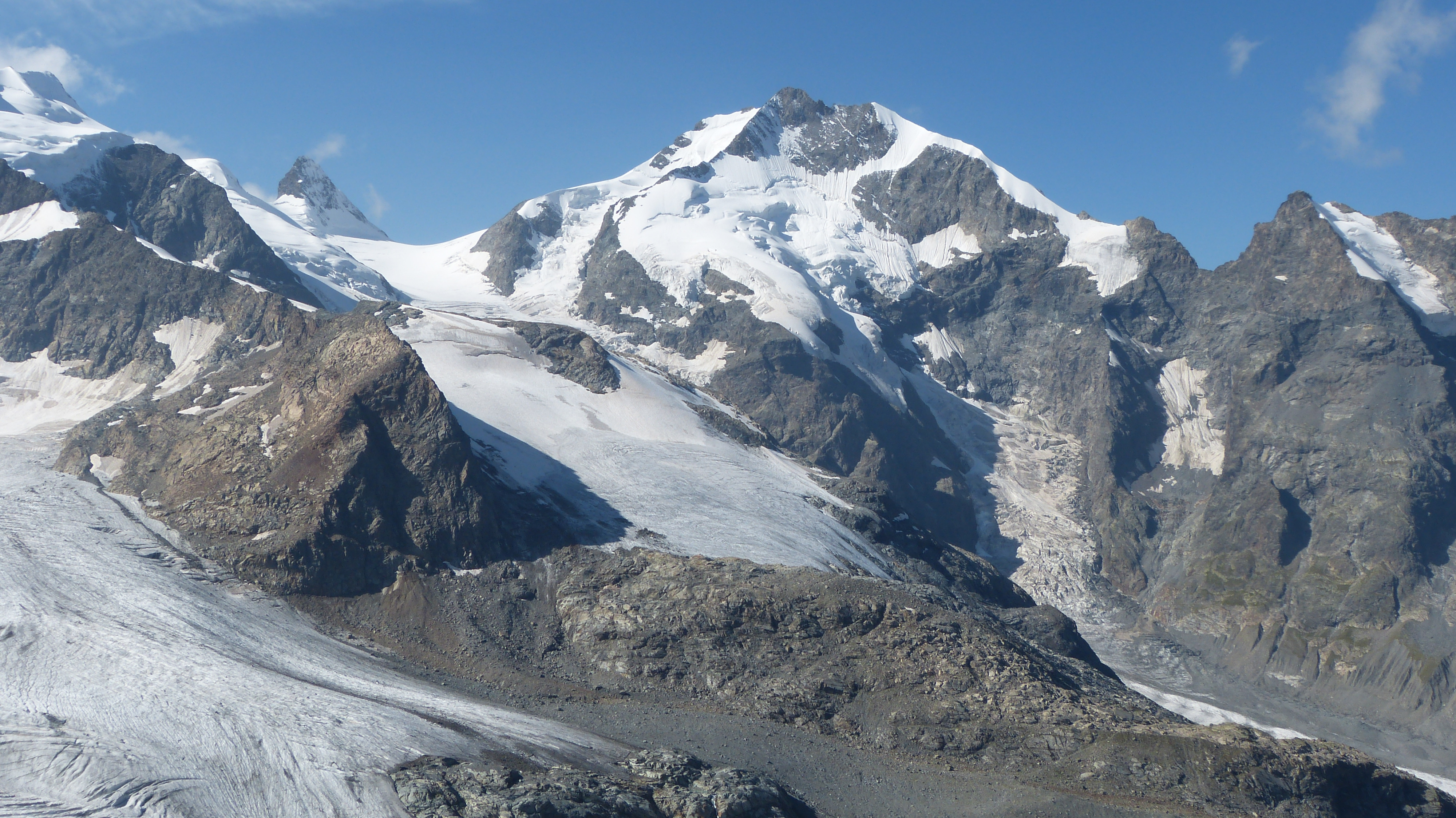
Piz Bernina visto dal Diavolezza